# Austrian Open 2006
L'Austrian Open 2006  è stato un torneo di tennis giocato sulla terra rossa.
È stata la 61ª edizione dell'Austrian Open, che fa parte della categoria International Series Gold nell'ambito dell'ATP Tour 2006. Si è giocato al Kitzbühel Sportpark Tennis Stadium di Kitzbühel in Austria, dal 24 al 30 luglio 2006.

## Campioni

### Singolare maschile
Agustín Calleri ha battuto in finale  Juan Ignacio Chela con il punteggio di 7–6(9), 6–2, 6–3

### Doppio
Philipp Kohlschreiber /  Stefan Koubek hanno battuto in finale  Oliver Marach /  Cyril Suk con il punteggio di 6–2, 6–3